# Ramadilla
El pueblo de Ramadilla se encuentra ubicado al sur de la ciudad de Lima y al este de San Vicente de Cañete a 455 m s. n. m.
Es un anexo del distrito de Lunahuaná, Provincia de Cañete, Región Lima, Perú. Ubicado al otro lado del Valle de Cañete en el "km 12" aprox. de la Carretera Imperial - Lunahuanáuna y a 20 minutos de Lunahuaná camino a Cañete.

## Ubicación

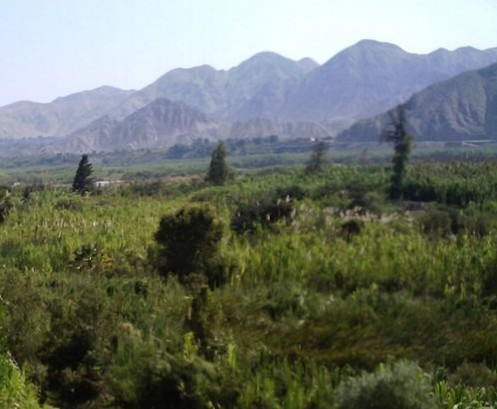
Vista de paisaje del pueblo de Ramadilla.

Ramadilla es un pueblo muy pequeño que se encuentra a la margen derecha del Valle de Lunahuaná. Su potencial económico está basado en la agricultura. Cuenta con una capilla que se puede ver desde el otro lado de la carretera hacía Lunahuaná. Pues en este pueblito se celebran diferentes actividades religiosas. 
A un lado del pueblo está el Valle de Lunahuaná (ese valle separa a este pueblo de la carretera hacía Lunahuaná donde se puede apreciar el río Cañete, que por estas épocas tiene su mejor caudal. 
El río Cañete sirve para el riego de los terrenos de cultivo. De la gran Toma de Socci, sale el famoso acueducto o acequia.
También posee gran variedad de plantas silvestres como:
- Caña brava: sirve para la construcción, para hacer canasta para el techado
- Carrizo: sirve para hacer esterillas y para canastas para cazar los camarones en tiempo de abundancia de agua sucia
- Totora: sirve para tejer esteras, sillas, bolsas etc.
- Pájaro bobo: es de múltiplos usos como medicina, las raíces sirven como alimentos para los camarones, sus palos para hacer gallinero
- Guayaquil: sirve sus barras para poner en los techos para hacer enrejado para los conejos
- Chinamomo: sirve sus barras para poner en los techos para umbrales, también sirve sus ramas como alimento para los animales. Ejemplo: chivato, carrero

## Agricultura - vitivinícola
- La uva, la manzana y el níspero son los cultivos principales de Ramadilla. La uva da pie a celebraciones especiales en las que participan toda su población. En marzo el Festival de la Uva.
- La calidad de la cachina, el vino de uvina único de origen y macerados de Ramadilla como del mismo Lunahuaná es conocida desde la época de la Colonia con uvas quebranta, borgoña, Italia.
- Su población es longeva, consumen animales de corral criados allí mismo, así como el consumo de frutas secas como pasas con mani y frutos frescos nísperos, su gente es sencillamente amigable y hospitalaria.

## Platos típicos

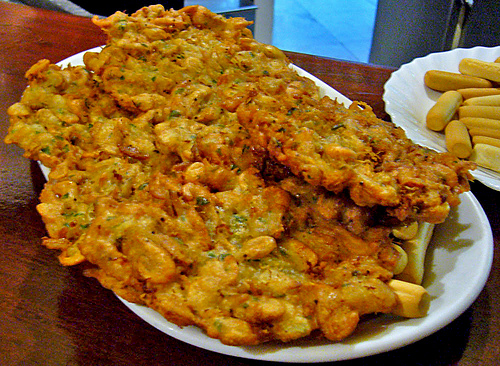
Torrejas de camarón.

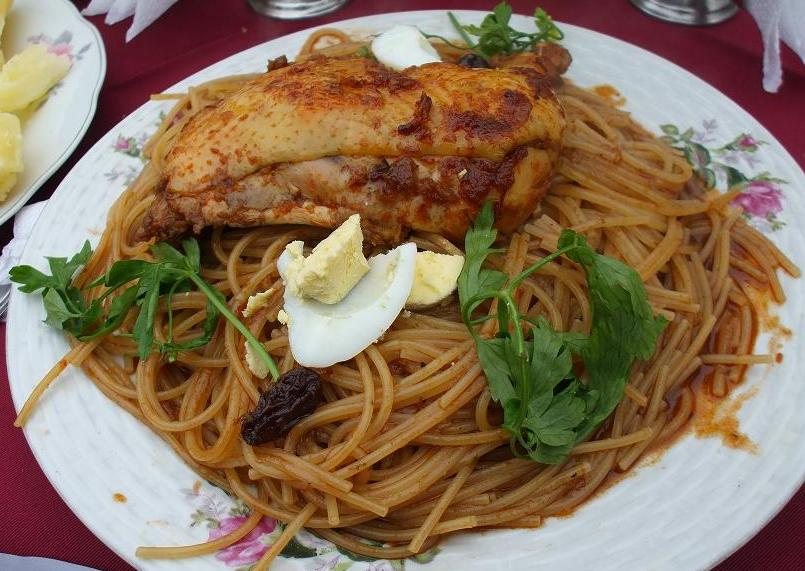
Sopa seca

Los platos típicos de esta localidad son: los camarones (en variados estilos) servidos en torrejas, sopa seca, arroz con pato, chicharrones, adobo de cerdo, carapulcra, cuyes y conejos guisados en olla de barro.